# Cercopithecoides
Cercopithecoides — це вимерлий рід мавп-колобінів з Африки, який жив у період останнього міоцену — плейстоцену. Існує кілька відомих видів, найменші з яких за розміром близькі до деяких більших сучасних колобінів, а самці найбільших видів важили понад 50 кілограмів.
Типовий вид, Cercopithecoides williamsi, був названий О. Д. Моллеттом у 1947 році на основі часткового черепа та нижньої щелепи самця з Макапансгату, Південна Африка. Відтоді його знайшли на багатьох пліоценових і плейстоценових стоянках у Південній Африці, Анголі та Кенії. Найбільший вид, Cercopithecoides kimeui, був названий Мів Лікі в 1982 році на основі скам'янілостей, знайдених у Кенії та Танзанії.